# Alinéa
El alinéa es una marca que designa o señala un cambio de línea en un escrito, y en este sentido es una puntuación de texto. También, el mismo término designa la porción de texto entre dos cambios de línea, o sea, entre dos alinéas sucesivos. A veces, se identifica este concepto con el de párrafo, lo que obviamente es un error, pues esto último es, en principio, una subdivisión de mayor tamaño, que eventualmente puede contener varios alinéas.

Le texte imprimé fut longtemps conçu comme la représentation fidèle d'un discurs oral, fictif ou non, en un monde où l'oral et l'écrit prétendaient encore tenir un langage identique. Ainsi, les genres littéraires le plus appréciés à l'époque classique, la poésie, le théâtre, et le sermon, furent des genres relevant de la récitation à haute voix, donc de la rhétorique de l'oral. Peu à peu, cependant, l'écrit impose ses normes. [...] Parallèlement, l'habitude s'impose de diviser en paragraphes les textes en langue française. Cette habitude apparaît d'abord peut-être dans les livres de spiritualité du début du XVIIe siècle, par exemple dans l'édition de 1611 de l'introduction à la vie dévote de saint François de Sales. Elle pénètre lentement dans les romans du temps. Et il est caracteristique de constater que le terme même d'alinéa semble auvoir été emprunté au vocabulaire de l'imprimerie par Guez de Balsac en 1644. [...] Ainsi s'imposèrent de nouvelles formes de présentation de livres et, sans doute aussi, une autre manière de «regarder» et de lire un texte ...  (Jean Guillemain, Renaissance et réforme: Le livre à la Renaissance)
Traducción al español: El texto escrito fue por mucho tiempo concebido como la representación fiel de un discurso oral, ficticio o no, en una sociedad en la que lo oral y lo escrito pretendían poder tener un lenguaje idéntico. No es de extrañar pues que los géneros literarios más apreciados en la época clásica, o sea la poesía, el teatro, y el sermón, fueran géneros pensados para ser recitados en alta voz (o sea, involucrando la retórica de lo oral). Pero poco a poco, lo escrito también fue imponiendo sus propias normas. [...] Paralelamente, el hábito impuso la división de los textos en párrafos. En francés, este hábito posiblemente surgió primero en los libros de espiritualidad de principios del siglo XVII, por ejemplo en la edición de 1611 de l'introduction à la vie dévote de San Francisco de Sales. Y esta costumbre se fue adoptando lentamente en las novelas de esos días. Es interesante constatar que el propio término alinéa parece haber sido tomado del vocabulario de la imprenta, tal como parece desprenderse de la obra de 1644 titulada "Lettres de Jean-Louis Guez de Balzac". [...] Así, se fueron imponiendo nuevas formas de presentación de libros, y sin duda también, una nueva manera de «interpretar» y de leer un texto ...

## Etimología
Según las fuentes, se da a la palabra alinéa dos posibles etimologías diferentes, la primera basada en el cambio de línea, y la segunda basada u orientada a la retracción o espacio eventualmente asociado al comienzo de línea: 
- del latín ad lineam al acusativo, es decir «yendo hacia la línea, avanzando hacia la línea»;
- del latín a linea al ablativo, es decir, «a cierta longitud», lo que significa «alejándose o apartándose del comienzo de línea».

El uso de alinéa como porción estructural de texto más que como marca de esta estructuración, corresponde a lo que se sabe del primer empleo de este término en francés, que puede observarse en la correspondencia de Jean-Louis Guez de Balzac, publicada en 1650:

Pierre Rocolet (o Pierre Rocollet) fue, en la época, impresor del rey Louis XIV, y decir entonces «parler comme Rocolet» era precisar que «a linea» debía ser tomado en sentido técnico, o sea tipográfico, es decir, «comenzando una nueva línea», y, para ello concretar, abandonando la línea en curso para comenzar una nueva a cierta distancia (a izquierda o derecha) del margen izquierdo.